# Petauke
Petauke – miasto w Zambii, w Prowincji Wschodniej. Według danych szacunkowych na rok 2010 liczy 27 633 mieszkańców.